# Агролес (Новосибирская область)
Агролес — посёлок в Искитимском районе Новосибирской области России. Административный центр Мичуринского сельсовета.

## География
Посёлок расположен в юго-восточной части части области, в Западно-Сибирском подтаежно-лесостепном районе, лесостепная зона. Занимает площадь в 162 гектара. Примыкает к городу областного значения Бердску. По территории посёлка протекает мелкий водоток Шадриха, приток реки Бердь. По окраине посёлка проходит железная дорога. Относительно областного центра города Новосибирска Агролес расположен южнее. Расстояние до административного центра района Искитима — 22 км, до Новосибирска — 14. Рельеф в целом ровный, ближайшие высоты — 138,8 и 114 (у берега р. Бердь) м. Сам же населённый пункт находится на высоте 138 или 128 м над уровнем моря. Совокупность горных пород (стратиграфическое подразделение) — нижний карбон и верхний девон. Есть пруд.

### Климат
Климат посёлка характеризуется как континентальный: в среднем температура зимой (январь) составляет -19 °C, летом (июль) +20 °C. Температура в среднем за год составляет + 0,2 °C. Максимальная зафиксированная — +38 °C, минимальная -52 °C. Понижения температуры в почве начинаются в сентябре (середина или конец) и окончательно прекращаются в мае (конец). Холодный период длится в среднем 178 дней, тёплый 243, безморозный 230. Зима суровая и долгая, хорошо держится (от 150 до 180 дней) снежный покров, достигающий в высоту от 20 до 70 см. Оттепели непродолжительные и нечастые. Осень и весна недлинные, погода в эти времена переменчивая. За год в среднем выпадает около 414 мм осадков, больше 50% — дождевые. Ветры дуют преимущественно с юго-запада. Продолжительность вегетационного периода от 158 до 163 дней. Относительная влажность воздуха в зимнее время года больше 80%, осенью от 55 до 65%.

## Название
Название посёлка происходит от словосочетания «агрономическое разведение леса».

## История
Посёлок основан в 1932 году учёными (некоторые первые жители были переселенцами), в том же году в населённом пункте тут создали участки, где должен был разводиться лес, до этого руководящие органы Западно-Сибирского края решили создать лесной питомник, где должны были выращиваться деревья родов Сосна и Кедр. Через три года после этого создана зональная плодово-ягодная станция, бывшая отделением Новосибирской опытной зональной. В 1938 году завершена окончательная застройка населённого пункта, уже было организовано полевое хозяйство, имевшее во владении технику. В 1939 образовался сельский клуб, базировавшийся в здании бывшей церкви. В годы Великой Отечественной войны уроженцы и жители посёлка уходили на фронт.
После 1953 года посёлок был перенесён на более возвышенное место в связи со строительством Новосибирской гидроэлектростанции. Тогда же в него перенесена и школа сельского хозяйства. К 1956 году в населённом пункте числился детский сад, открылся фельдшерско-акушерский пункт (ФАП). Позже в посёлке произошёл пожар, из-за которого ФАП и клуб сгорели. но позже были восстановлены. В 1966 году создана амбулатория, обслуживавшая ныне входящие в Мичуринский сельсовет населённые пункты. В 1985 году установлен памятник погибшим на войне односельчанам. В 1992 году открыта средняя общеобразовательная школа. В 2005 году проведён газ и реорганизован центральный тепловой пункт, тогда же начало деятельность МУП ЖКХ «Агролесовское» (позже ликвидировано как юридическое лицо). В 2008 годах установлен памятник уроженцу села Андрею Соснину, погибшему в ходе боевых действий в Чеченской Республике. В 2022 отмечалось 90-летие посёлка, установлена памятная стела на въезде.
После переноса посёлка не застроенная его территория использовалась в научных и исследовательских целях, было цветоводческое предприятие. Однако со временем большинство данной территории перестало использоваться. Существуют вопросы по включению посёлка в городскую черту Бердска. Часть населения работает не в посёлке, а в ближайших городах — Бердске, Искитиме и Новосибирске.

## Население
| 2002 | 2007  | 2010  |
| ---- | ----- | ----- |
| 1317 | ↗1402 | ↘1378 |

По количеству населения посёлок занимает первое место в сельском поселении.

## Инфраструктура
На территории посёлка функционирует дом культуры (центр культуры и досуга «Мичуринец»), после переноса посёлка окончательно построенный в 1963 году. Новосибирская зональная станция садоводства Россельхозакадемии. Физкультурно-оздоровительный центр. Единственная в сельсовете амбулатория. Плодово-ягодный питомник.  Детский сад «Теремок» на 55 мест, средняя общеобразовательная школа на 264, центр профессионального обучения проектной мощностью в 280 мест, 4 библиотеки (1 детская). Здание администрации сельского поселения. Котельная. Районное ГУ УЖХ. Промышленное предприятие «Виртекс», занимающееся производством продуктов питания. Есть магазины. Частичные водоснабжение, теплоснабжение и газификация . Электроснабжение. По состоянию на 2007 год функционировало 2 промышленных предприятия, 1 учреждение сельскохозяйственного назначения, 1 учреждение здравоохранения, 2 образовательных учреждения. Населённый пункт застроен коттеджными и прочими домами. Посёлок имеет сельскохозяйственную направленность. С точки зрения градостроительства Агролес — фактически входит в застройку Бердска.
Всего в населённом пункте расположено четыре автобусные остановки. Ежедневно по кольцевому маршруту ходит автобус №210, отбывающий через каждые 45 минут. В Агролесе оканчивается автомобильная дорога межмуниципального значения 50Н-0822 «39 км а/д "Р-256" — Агролес». Ближайшая железнодорожная станция в 1 км.